# Phare d'Aksi
Le phare d'Aksi (en estonien : Aksi tulepaak) est un feu situé sur la petite île d'Aksi dans le golfe de Finlande (commune de Viimsi), dans le Comté de Harju, en Estonie. Il est géré par l'Administration maritime estonienne,.

## Histoire
Aksi est une petite île au sud-est de l'île de Prangli, dont il est séparé par le petit détroit d'Aksi. Mis en service en 1986, il a été désactivé de 1998 à 2007. Il a été remis en service fin 2007. Il n'est accessible que par bateau.

## Description
Le phare est une tour cylindrique en acier noir de 15 mètres de haut, avec galerie et lanterne noire. Il porte des grands anneaux blancs, sous la lanterne, qui servent de marquage de jour. Il émet, à une hauteur focale de 22 mètres, un éclat vert toutes les 3 secondes. Sa portée nominale est de 5 milles nautiques (environ 9.5 km).
Identifiant : ARLHS : EST-081 ; EVA-175 - Amirauté : C-3850.5 - NGA : 12900.5 .

## Caractéristique dufeu maritime
Fréquence : 3 secondes (G)
- Lumière : 1 seconde
- Obscurité : 2 secondes

|                    |
| Golfe de Finlande. |

|           |
| Le phare. |

### Lien connexe
- Liste des phares d'Estonie